# Drilling (Einheit)
Der Drilling, auch in der Schreibweise Driling, war ein deutsches Flüssigkeitsmaß im Fürstentum Schaumburg-Lippe. 
Als Biermaß war der Drilling dem Oxhoft gleich. In Schaumburg-Lippe/Lippe-Bückeburg war er allgemein
- 1 Drilling = 6 Anker = 168 Maß = 672 Ort = 205,0796 Liter[3]
  - 1 Hektoliter = 0,4876 Drilling[2]
- Branntwein: 1 Drilling = 108 Maß = 6646,216 Pariser Kubikzoll = 131,8369 Liter[3]
  - 1 Hektoliter = 0,7585 Drilling[2]
- Bier: 1 Drilling = 168 Maß = 205,08 Liter